# Henri de Laborde
Henri de Laborde, anche noto come Henri Delaborde (fl. XIX secolo), è stato uno schermidore francese.

## Carriera
Partecipò alle gare di scherma delle prime Olimpiadi moderne che si svolsero ad Atene nel 1896, nel fioretto, arrivando al quinto posto.
Prese parte anche ai Giochi della II Olimpiade, nella spada, uscendo al primo turno.